# José Enrique Moyal
José Enrique Moyal (* 1. Oktober 1910 in Jerusalem; † 22. Mai 1998 in Canberra) war ein australischer Mathematiker und Physiker.

## Leben
Er war auf dem Gebiet der mathematischen Physik tätig. Er leistete einen Beitrag, den Phasenraum mit Hilfe statistischer Formeln zu erklären, und machte Vorschläge hinsichtlich der Weyl-Quantisierung. Seine Arbeit beinhaltete auch spezielle Ableitungen der Poisson-Klammer sowie eine Umformulierung des Heisenberg-Bildes.
Er wuchs in Palästina auf und studierte in Frankreich. Nach ersten beruflichen Stationen in Belfast und Manchester kam er 1958 nach Australien und wurde an der Australian National University tätig. Dann ging der nach Chicago an das Argonne National Laboratory, bevor er für fünf Jahre Mathematikprofessor an der Macquarie University wurde. 1997 bekam er den Ehrendoktor von der Australian National University. Nach ihm ist die Moyal-Medaille eine Auszeichnung der Macquarie-Universität bezeichnet.

## Siehe
- Moyal-Produkt